# Ajamil de Cameros
Ajamil de Cameros – gmina w Hiszpanii, w prowincji La Rioja, w La Rioja, o powierzchni 66,15 km². W 2011 roku gmina liczyła 79 mieszkańców.